# Эксон, Тулия
Тулия Эксон (англ. Tulia Ackson; род. 23 ноября 1976, Bulyaga, Мбея) — танзанийский государственный и политический деятель. С 1 февраля 2022 года является спикером парламента Танзании. Была назначена членом парламента президентом Джоном Магуфули. 27 октября 2023 года была избрана президентом Межпарламентского союза в Луанде (Ангола).

## Ранний период жизни
Родилась 23 ноября 1976 года в округе Буляга области Мбея Танзании.

## Образование
С 1984 по 1990 год получала образование в начальной школе в Тукуйю, где получила аттестат после окончания обучения. Затем поступила в среднюю школу для девочек в Мбее, где получила аттестат о среднем образовании в 1994 году, а также получила аттестат о среднем образовании повышенного уровня в средней школе для девочек Занаки. Затем поступила в Университет Дар-эс-Салама в 1998 году, где получила степень бакалавра права в 2001 году. Получила степень магистра права в 2003 году. В 2004 году сдала экзамены на адвоката и получила сертификат на юридическую практику в Танзании. В 2005 году поступила в Кейптаунский университет, где получила степень доктора философии в 2007 году.

## Карьера
В 2001 году поступила на работу в Университет Дар-эс-Салама, где стала ассистентом преподавателя последипломного образования. В 2004 году её повысили до ассистента преподавателя после успешного получения степени магистра права. В 2007 году после получения докторской степени ей было присвоено звание преподавателя. В 2009 году стала заместителем декана юридического факультета Университета Дар-эс-Салама и проработала на этой должности в общей сложности шесть лет. В 2011 году повысили до старшего преподавателя. В феврале 2014 года была назначена президентом Джакайя Киквете членом первого Учредительного собрания Танзании, представляющим высшие учебные заведения. Является членом Юридического общества Танганьики, Восточноафриканского юридического общества и Юридического общества развития Южной Африки.
Её юридическая практика включает в себя: подготовку коммерческих соглашений, агентских соглашений, соглашений о дистрибьюторстве, соглашений об оказании услуг, слияния и поглощения, выкуп акций менеджментом, трудовое, коммерческое и конкурентное право.
1 февраля 2022 года была назначена спикером парламента Танзании.

## Президентские назначения
С 9 сентября по 15 ноября 2015 года занимала должность заместителя генерального прокурора по назначению президента Джакайи Киквете.
16 ноября 2015 года была назначена членом парламента президентом Джоном Магуфули.